# Acentra
Acentra é um gênero de mariposa pertencente à família Acrolophidae.